# Dicyphonia cona
Dicyphonia cona är en insektsart som beskrevs av Shaw 1932. Dicyphonia cona ingår i släktet Dicyphonia och familjen dvärgstritar. Inga underarter finns listade i Catalogue of Life.